# Marxismo libertário
Por marxismo libertário se entende um conjunto de movimentos ou teorias que pertencem ao setor dissidente do marxismo ortodoxo, geralmente denominado comunismo de esquerda. Apresenta certos elementos e tradições comuns em sua visão de um Estado socialista ou da ditadura do proletariado que os torna menos autoritários que o marxismo-leninismo, e menos reformistas que a socialdemocracia.
Evidenciam um rechaço ao centralismo, e dão menos ênfase ao partido comunista como eixo da organização transferindo para as organizações dos trabalhadores, além disso mostram uma abertura aos direitos humanos e a democracia deliberativa. Tem interpretações alternativas do materialismo dialético, e abrangem teorias pósmodernas, a crítica cultural, etc.
Junto com o anarquismo, o marxismo libertário (não anarquista) pertencem ao mais amplo socialismo libertário.

## Correntes

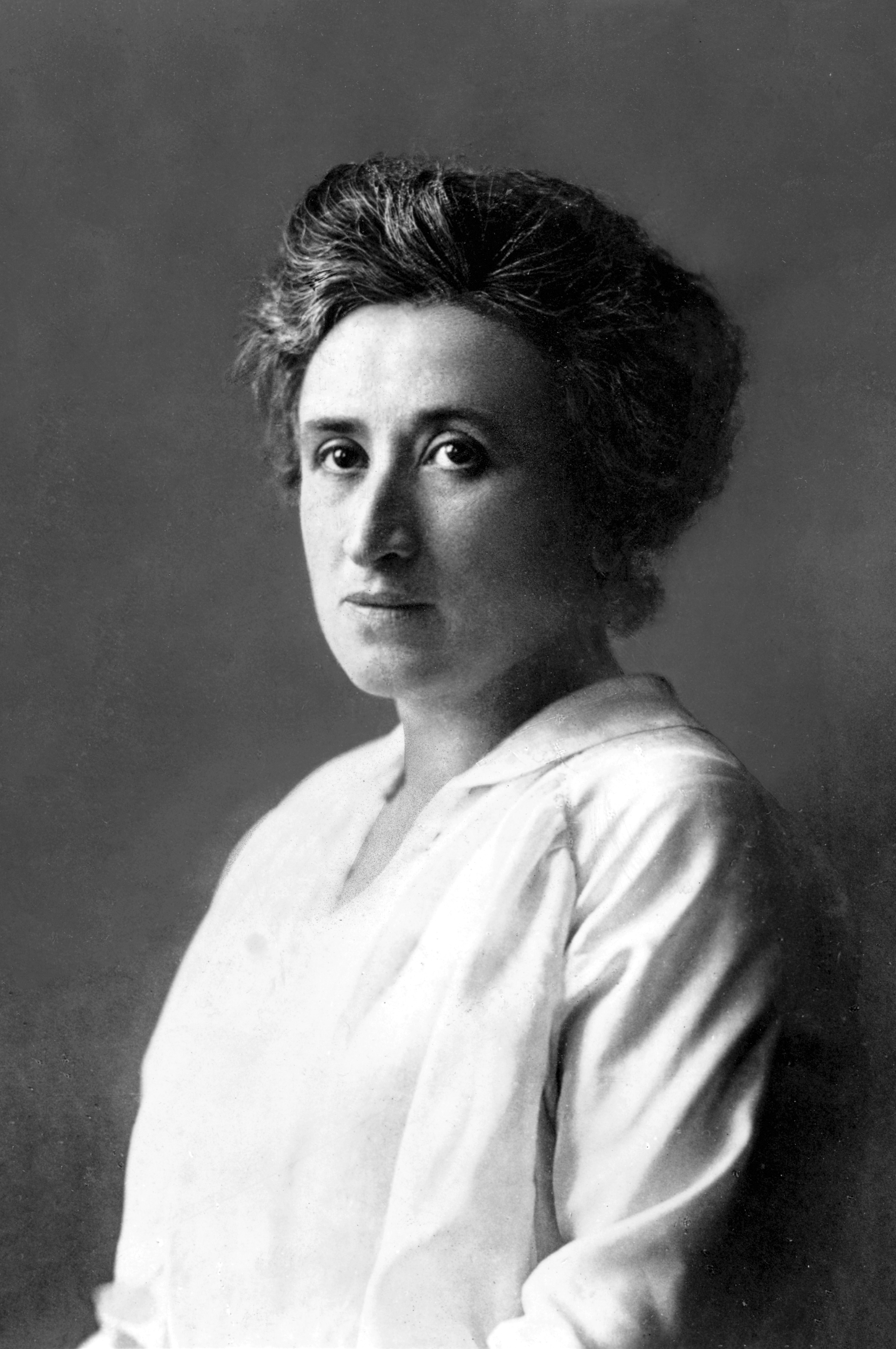
Rosa Luxemburgo

### Esquerda comunista
A esquerda comunista ou comunismo de esquerda é formada por grupos que expressam um conjunto de pontos de vista econômico e politicamente comunistas que opõem ideias politicas aos bolcheviques de uma posição que afirmam ser mais autenticamente marxista e proletária que as do leninismo sustentada pela Internacional Comunista depois de seus dois primeiros Congressos.
Os defensores do comunismo de esquerda incluem, dentre outros, Rosa Luxemburgo, Herman Gorter, Karl Korsch, Amadeo Bordiga e Paul Mattick.
Proeminentes grupos da Esquerda comunista atuais incluem a Corrente Comunista Internacional (CCI) e a Tendência Comunista Internacionalista. Também diferentes facções do velho Partido Comunista Internacional, bordiguista, são consideradas organizações da esquerda comunista.

### Comunismo de conselhos
O comunismo de conselhos é uma corrente proletária-revolucionária surgida no âmbito da esquerda comunista germano-holandesa nos anos 1920-1930. Seu ponto de diferenciação e ruptura com a socialdemocracia e o leninismo está na crítica aos modelos tradicionais de partidos e políticas comunistas. A formulação inicial da teoria comunista-conselhista foi levada a cabo por Anton Pannekoek e Otto Rühle, no transcurso da revolução alemã. Um teórico conselhista posterior e mais jovem mas não menos importante foi Paul Mattick.

### Internacional Situacionista
A Internacional Situacionista (IS) era uma organização de artistas e intelectuais revolucionários (ver Situacionismo), cujos principais objetivos estava em acabar com a sociedade de classes como um sistema opressivo e de combater o sistema ideológico contemporâneo da civilização ocidental: a chamada dominação capitalista. A IS surgiu ideologicamente de uma mescla de diferentes movimentos revolucionários surgidos no século XIX até seus dias, notavelmente o pensamento marxista de Anton Pannekoek, de Rosa Luxemburgo, de Georg Lukács assim como do chamado Comunismo de conselho ou Conselhismo.
Esta organização, criada formalmente na localidade italiana de Cosio d'Arroscia em 28 de julho de 1957, nasce no seio de outro movimento contestatório dos anos 1950: a Internacional Letrista, a qual os fundadores da IS, notavelmente Guy Debord (1931-1994) reprovavam a sua ineficiência. Junto a Debord participavam outros expoentes situacionistas como Gianfranco Sanguinetti, Asger Jorn, Raoul Vaneigem, Constant Nieuwenhuys e outros. A IS era produto da fusão de uma série de grupos anteriores de artistas e intelectuais, como a Internacional Letrista, o Movimento Internacioanl por uma Bauhaus Imaginista (MIBI), o grupo COBRA (do qual formará parte Lubertus Jacobus Swaanswijk) e o Psychogeographic Comité de Londres. Em 1962 se organiza uma das primeira e numerosas divisões, por iniciativa de sete membros dissidentes (conhecidos como os Sete Rebeldes: Nash, Fazakerley, Thorsen, De Jong, Elde's Studio, Strid e Hans Peter Zimmer) a chamada Segunda Internacional Situacionista, que no entanto não prosperou. Comumente se considera a IS uma das principais impulsionadoras ideológicas dos acontecimentos sociais que ocorreram na França em maio de 1968.
As únicas obras pictóricas da Internacional Situacionista são as pinturas industriais de Giuseppe Pinot-Gallizio e as peintures détournées de Asger Jorn.
Em 1972 a Internacional Situacionista se autodissolve, passando alguns de seus membros a fundar em 1974 a chamada Antinacional Situacionista, de vida efêmera.

### Movimento autônomo

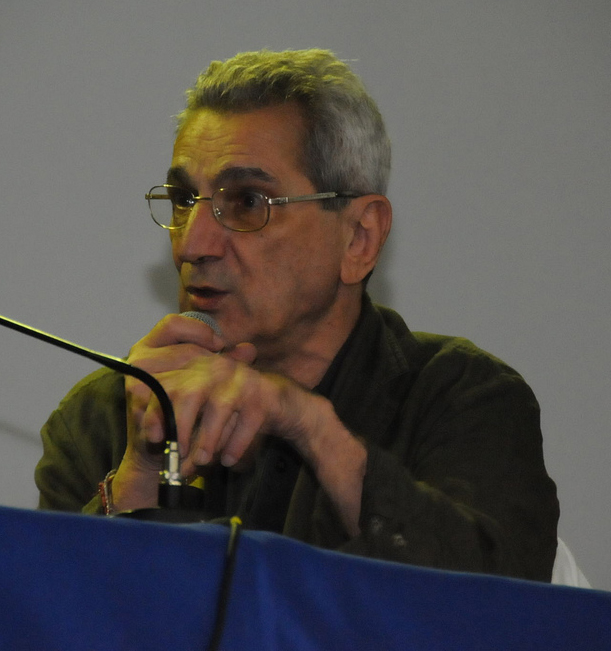
Antonio Negri, teórico do autonomismo marxista italiano

O movimento autônomo ou marxismo autônomo (simplificado muitas vezes como autonomismo) é uma corrente política surgida da esquerda política e é, em alguns casos, parte das interpretações do marxismo libertário (principalmente) e chega a coincidir com alguns postulados do anarquismo. Promove um desenvolvimento democrático e socializante do poder político, a democracia participativa, a horizontalidade, e uma constante adequação das estratégias e táticas das realidades concretas de cada espaço.
Se caracteriza por criticar e evitar o vanguardismo e a burocracia dos partidos e dos sindicatos de esquerda clássicos por um discurso anticapitalista e antiestatista. Consiste em analisar, criticar e evitar viver na determinação das estruturas de poder da sociedade capitalista e estatal, para assim criar uma autodeterminação da vida que se baseie na capacidade positiva e produtiva dos setores subalternos dentro da modernidade e assim também determinar a sociedade.
Seus partidários são frequentemente chamados "autonômos" e "autonomistas". Também existe a tendência importante de enfatizar a política prefigurativa, ou aquela em que a ação já contém as formas sociais que desejam ser a norma da sociedade. Bem como a ideia relacionada da possibilidade de experimentação social e rebeldia no agora e, portanto, criticam as visões daqueles que aspiram um mundo melhor só depois se realizar a revolução.